# El maravilloso mago de Oz
El maravilloso mago de Oz (título original: The Wonderful Wizard of Oz) es un libro de literatura infantil escrito por Lyman Frank Baum e ilustrado por W. W. Denslow. Fue publicado inicialmente por la George M. Hilll Company de Chicago en 1900. Desde entonces, ha sido uno de los libros más editados tanto en Estados Unidos como en Europa. 
La novela, que narra las aventuras de una muchacha llamada Dorothy Gale en la Tierra de Oz, es una de las historias más conocidas de la cultura popular norteamericana y se ha traducido a muchos idiomas. Gracias al gran éxito de El maravilloso mago de Oz, L. Frank Baum escribió trece libros más sobre la Tierra de Oz.
El libro es de dominio público en Estados Unidos desde 1956.
Según Hugh Rockoff, la obra es una alegoría directa de la lucha política y económica entre los partidarios del patrón oro y los del bimetalismo en Estados Unidos a finales del siglo XIX. El camino de ladrillos amarillos es la falsa promesa del oro, y los zapatos plateados (zapatos de rubíes en la película) representan a los Silveritas, un grupo de personas que deseaban mantener la convertibilidad legal entre plata y oro.
Inclusive en 1971, el historiador Richard J. Jensen teorizó en The Winning of the Midwest que la palabra "Oz" derivaría de la abreviatura para "onza", usada para cantidades de oro y plata.
Lo que sí debe destacarse es que fue el primer libro de cuentos infantiles con personajes y lugares típicos de Estados Unidos en una época en la que todos los cuentos infantiles describían paisajes y personajes europeos. Aunque este tipo de representación se podía ver levemente en otros libros infantiles, como Las aventuras de Tom Sawyer, de 1878, que también transcurren en Estados Unidos.

## Personajes
Muchos de los personajes y situaciones provienen de las experiencias de Baum .
- Dorothy Gale. Una joven huérfana de 8 años que vive en Kansas con su tía Emma, su tío Henry y su perro Toto.
- El espantapájaros. Conoce a Dorothy, que le ayuda a bajar del palo donde unos granjeros lo colocaron para asustar a los cuervos. La acompaña para pedirle al mago un cerebro para pensar, porque todos lo consideraban poco inteligente.
- El hombre de hojalata. Encuentra a Dorothy cuando esta le ayuda a aceitar sus articulaciones, que lo han tenido durante un año en la misma posición. Es un leñador fuerte que lo único que quiere pedir al mago es un corazón de verdad para poder tener sensibilidad, pues ha sido víctima de una bruja que lo ha convertido de un hombre de carne y hueso en un ser de hojalata.
- León Cobarde. Vive de comer pequeños ratones y, debido a que su principal defecto es tener miedo todo el tiempo, busca llegar al mago para pedirle valor.
- El mago de Oz. Vive en Ciudad Esmeralda, en el centro del País de Oz. Se ha ganado una reputación de ser superior al haber mantenido a raya a las brujas del este y del oeste, que le han hecho la guerra durante años. Al igual que Dorothy, llegó accidentalmente a Oz.
- La bruja mala del este. Una bruja mala que vive en la tierra de los munchkins. Cuando Dorothy llega a Oz, su casa cae del cielo sobre la bruja y la mata. En el libro Wicked: Memorias de una bruja mala se llama Nessarose, mientras que en la película Oz the Great and Powerful es Evanora.
- La bruja mala del Oeste. Ataca a Dorothy y a sus amigos con animales de diferentes tipos y consigue atraparla con monos voladores. En el libro y después musical Wicked, se llama Elphaba Thropp y es el personaje principal del libro, en la película Oz, the Great and Powerful recibe el nombre de Theodora, mientras que en la serie Once Upon a Time, se la conoce como Zelena.
- La bruja buena del norte. Se llama Locasta y aparece en Munchkinland cuando Dorothy llega. Le da los zapatos de plata y un beso para protegerla. No aparece en los siguientes libros de Oz y en la película de 1939 Glinda aparece en su lugar.
- Glinda. Es también conocida como la bruja buena del sur y le enseña a Dorothy a usar los zapatos de plata para volver a casa.
- Toto: El perro que acompaña a Dorothy todo el camino. Cuando llega el tornado a Kansas, se pierde y Dorothy tiene que buscarlo, por lo que no le da tiempo a entrar en el refugio y se tiene que esconder en su casa, que la fuerza de los vientos arranca del suelo.
- Winkies. Esclavos de la Bruja del Oeste. Cuando esta muere, pasan a vivir felices.
- Munchkins. Eran los esclavos de la Bruja del Este.
- Monos alados. Son los monos de la Bruja del Oeste. Capturan a Dorothy y la llevan al castillo.
- Tía Emma. Tía de Dorothy.
- Tío Henry. Tío de Dorothy.

## Adaptaciones

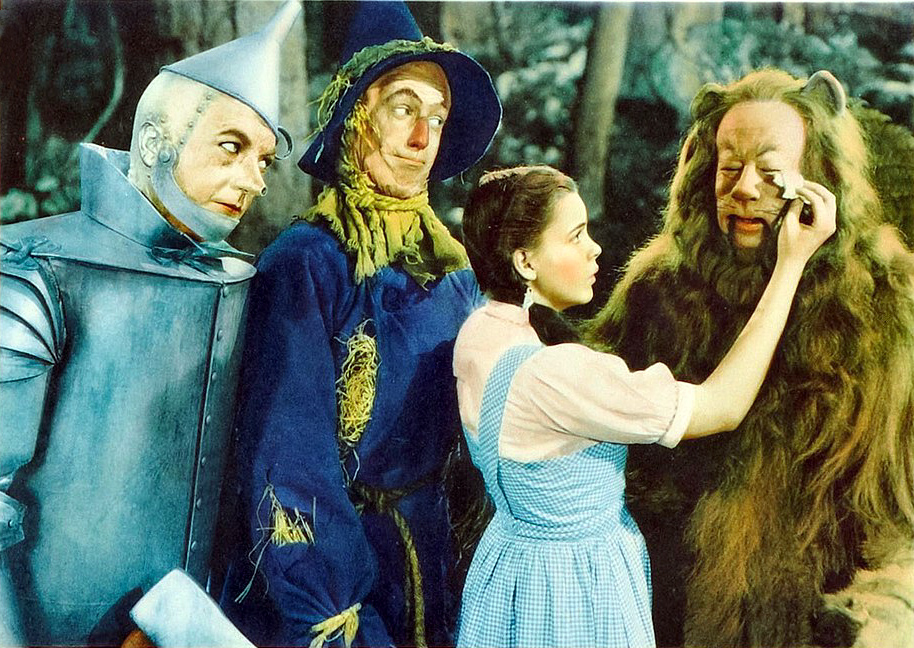
El mago de Oz, 1939.

Se han realizado innumerables adaptaciones tanto teatrales, cinematográficas, musicales, animaciones, cómics y mucho más en todas partes del mundo, generalmente dirigido a los niños, que son el objetivo principal del libro, aunque el libro no fue totalmente dirigido a los niños, a continuación, se mostrarán algunas de las adaptaciones más importantes y reconocidas del libro.
- La primera adaptación del cuento fue llevada al teatro en 1902 titulado The Wonderful Wizard of Oz, adaptando de manera fiel la historia del libro.[6]
- Previo a la conocida película de 1939, hubo varios cortometrajes y películas mudas en blanco y negro que intentaban adaptar el cuento al completo. El primer intento de adaptación al cine fue en 1908 en un serial titulado The Fairylogue and Radio-Plays, la cual fue producida y narrada por el propio autor del libro, L. Frank Baum, donde él mismo narraba las historias de sus libros mientras que actores disfrazados de los personajes interpretaban lo que ocurría en la historia en una pantalla, a su vez, las narraciones de Baum simultáneamente eran transmitidas por radio. Solamente los 3 primeros libros fueron adaptados en 14 partes. Hoy en día esta adaptación es considerada lost media, pero el guion de la narración de Baum y las imágenes de producción aún sobreviven.[6]
- En 1910 fue estrenada la primera adaptación genuina del cuento al cine, titulado The Wonderful Wizard of Oz, la cual está más basada en la obra teatral de 1902.[7] Contó con 2 secuelas y un spin-off también estrenadas el mismo año: Dorothy and the Scarecrow in Oz, The Land of Oz y John Dough and the Cherub, desafortunadamente, hoy en día las secuelas son consideradas lost media, pero la cinta original aún se encuentra con facilidad.[8][9]
- La última adaptación del cuento durante la etapa del cine mudo fue The Wizard of Oz de 1925, la cual contó con las actuaciones de Dorothy Dwan como Dorothy Gale, Larry Semon como el Espantapájaros, Oliver Hardy como el Hombre de Hojalata, Curtis McHenry como el León cobarde y Charles Murray como el mago de Oz. Esta adaptación se caracteriza por no ser del todo fiel al cuento, más bien es una historia original pero con elementos de Oz como las locaciones y los personajes y también por su mayor enfoque en la comedia.[10]
- En 1939 se estrenó la adaptación cinematográfica más reconocida, El mago de Oz, fue dirigida por Victor Fleming y producida y distribuida por la Metro-Goldwyn-Mayer. Quizás esta cinta sea más conocida que el propio libro. La memorable Judy Garland hizo de Dorothy Gale, es acompañada de Ray Bolger como el Espantapájaros, Jack Haley como el Hombre de Hojalata, Bert Lahr como el León cobarde, Billie Burke como Glinda la bruja buena del Norte, Margaret Hamilton como la malvada bruja del Oeste y Frank Morgan como el maravilloso mago de Oz. La adaptación no es completamente fiel a la novela y solo adapta la primera mitad del libro, pero logra rescatar el espíritu que su autor original imprimió a las páginas del libro. La cinta fue nominada a los premios Óscar, incluyendo a mejor película, ganado en las categorías mejor canción original (por "Over the Rainbow") y mejor banda sonora original, además de un premio juvenil de la academia por la actuación de Judy Garland. Inspiró a múltiples productos y futuras adaptaciones de Oz, además de ser considerada una de las mejores películas de la historia del cine. En 1985, Walt Disney Pictures lanzó una secuela no oficial de la película, titulada Return to Oz, la cual combina las historias y varios elementos de los libros La maravillosa Tierra de Oz y Ozma de Oz, sin embargo, la película fue un fracaso comercial y de crítica debido a su enfoque hacia la fantasía oscura, algunos llamándola un insulto a la película de 1939 y por que muchos críticos y padres de familia la consideraron como aterradora para los niños, a pesar de ello, hoy en día se ha considerado una película de culto. Pese a su fracaso en taquilla, fue nominada en los premios Óscar a mejores efectos visuales.
- En 1972 se estrena la película animada Regreso a la Tierra de Oz, en la que Liza Minnelli da voz a Dorothy. Liza Minnelli era hija de Judy Garland, la actriz de la película de 1939.[11]
- En el año 1975 se representa por primera vez en Broadway el musical The Wiz: The Super Soul Musical "Wonderful Wizard of Oz". Posteriormente, Motown adquirió los derechos de la obra para llevarla a la pantalla grande en un ambiente urbanizado y solamente con actores afroamericanos como Diana Ross, quien interpretó el rol de Dorothy, y compartió escena con Lena Horne como la bruja buena del Sur, Mabel King como Evilene (la bruja malvada del oeste), Richard Pryor como el mago, Nipsey Russell como el Hombre de Hojalata, Ted Ross como el León cobarde y con el debut cinematográfico de Michael Jackson como el Espantapájaros. Titulada El Mago, se estrenó en octubre de 1978, dirigida por Sidney Lumet y distribuida por Universal Pictures.[12]Recibió críticas negativas y fue un fracaso en la taquilla, sin embargo, la banda sonora de la misma, producida por Quincy Jones, vendió más de 850 000 copias y en particular el tema musical "Ease on Down the Road" interpretada por Diana Ross y Michael Jackson se volvió un éxito en ventas, llegando al número 1 en el Dance Club Songs de Billboard, además que con el tiempo se volvería una película de culto y un clásico dentro del género Blaxploitation. La película fue nominada a cuatro premios Óscars. Esta sería la última producción cinematográfica de Motown.
- En 1982 se realizó en Japón una película anime sobre El mago de Oz, dirigida por Fumihiko Takayama, con música de Joe Hisaishi. Esta versión está considerada como la más cercana al libro.
- En 1986 se lanzó en Japón una serie de anime basada en cuatro de los libros de Oz llamada El maravilloso mago de Oz, y que se ha difundido en diversos países con bastante éxito.
- DC Comics lanzó en 1986 una miniserie titulada Capitán Zanahoria y su sorprendente Zoo Crewː La guerra Oz-País de las Maravillas', una historia original que involucraba un conflicto entre el País de Oz y el País de las Maravillas. Se trata de una historia de aventura fantástica de corte cómico donde aparecían los personajes creados por Roy Thomas, El Capitán Zanahoria y su sorprendente pandilla del zoológico!, interviniendo en el conflicto provocado por el cruce de dos obras literarias, la de Alicia en el País de las Maravillas y la de El maravilloso mago de Oz.[13]
- La película Corazón salvaje (1990) de David Lynch alude a la historia del mago de Oz, otorgando a la protagonista unos zapatos rojos como los de Dorothy y convirtiendo a su madre en la bruja mala del Oeste.
- En 1992, se realizó otra serie de anime, en este caso una adaptación futurista conocida como La maravillosa galaxia de OZ, que consta de 26 episodios, y en la que se nos muestra una trama de ciencia ficción con grandes dosis de cyberpunk;[14] se trata de una adaptación dirigida a un público más adulto, perteneciente por lo tanto al género shōnen. Esta serie fue doblada al inglés en Estados Unidos, y al español en Latinoamérica. También tuvo un éxito considerable.
- El creador de Spawn, Todd McFarlane, diseñador de juguetes, creó una serie de muñecos basados en una versión siniestra del mago de Oz.[15]
- En 1995, Gregory Maguire escribió la novela para adultos, Wicked: memorias de una bruja mala, que narra la vida de Elphaba Thropp (la Malvada Bruja del Oeste); esta novela cuenta con una secuela llamada Hijo de bruja ("Son of a Witch"), que narra la vida de Liir (el hijo de Elphaba) a partir de la muerte de su madre (en las novelas se menciona constantemente que Elphaba regresará), así como otra obra de continuación llamada A Lion Among Men (Un león entre hombres). En el año 2003 esta novela se llevó al teatro musical de Broadway con el nombre de Wicked, adaptado por Stephen Schwartz y Winnie Holzman, que readaptaría la historia a un público más amplio. El musical sería un éxito arrasador en Estados Unidos, Reino Unido y otros países. Este musical sería adaptado y llevado a la pantalla grande por Universal Pictures en forma de dos películas dirigidas por Jon M. Chu, Wicked en 2024 y Wicked: For Good en 2025. Protagonizadas por Cynthia Erivo como Elphaba Thropp, Ariana Grande como Glinda, Ethan Slater como Boq, Jonathan Bailey como Fiyero, Marissa Bode como Nessarose Thropp, Jeff Goldblum como el mago de Oz, entre otros. Wicked obtuvo diez nominaciones al Óscar, incluyendo mejor película, siendo la primera película de la franquicia de Oz en ser nominada a este premio desde la película de 1939, ganó en las categorías mejor diseño de producción y mejor diseño de vestuario. Wicked es la adaptación más taquillera de la franquicia.
- En 2007, el canal Syfy realizó una miniserie de seis capítulos titulada Tin Man, una Re-imaginación del universo de Oz (llamado Outer Zone) que cuenta las aventuras de D.G. Pese a la reestructuración completa de la trama, la serie podría considerarse canónica del cuento original gracias a los giros y recursos argumentales utilizados, especialmente en sus últimas partes.
- En 2008, Nickelodeon, a través de Illusion Studios, creó La maga y el camino dorado, también conocida como La Maga. Es una serie infantil-juvenil argentina que se transmite en toda Latinoamérica, y que cuenta la historia de Dorana, una mujer joven que tiene un trabajo y un amor imposible, un objetivo por qué luchar, y un pasado conflictivo. Un día, la vida de Dorana deja de lado la rutina a la que estaba acostumbrada, y ocurre algo mágico: cruza un umbral que la lleva a un mundo paralelo. Allí recibe una misión que la lleva a atravesar aventuras terribles e insospechadas, siempre bajo el acecho de su rival, la bruja Bruna. En el mundo paralelo, Dorana conoce a tres de los que se convertirán en sus inseparables amigos: un hombre de lata, un espantapájaros y un león. El marco real es muy distinto al original. Se trata de un hotel en el que vive la protagonista con una banda de chicos, sus amigos adultos y también un padrastro déspota, con el hijo del intendente que es el amor de Dorana y su malvada novia Pía.[16] Cada capítulo cuenta una parte de la historia de cada mundo, unidos temáticamente entre sí. Si bien el hilo conductor es el mundo real, la presencia del mundo paralelo de Oz aporta aventura y magia a la trama. La maga y el camino dorado está dirigida a toda la familia. La nueva serie combina actores y fondos en 3D, junto con coloridos cuadros musicales que completan una entretenida propuesta integral.[16]
- La franquicia de Oz tuvo muy pocas interacciones con el mundo de los videojuegos, siendo uno de los videojuegos más destacados The Wizard of Oz: Beyond the Yellow Brick Road de 2008 (También conocido como RIZ-ZOAWD en Japón), un videojuego del género RPG, publicado exclusivamente para la consola portátil Nintendo DS, desarrollado por la empresa japonesa Media.Vision y dsitribuido por D3 Publisher en Japón y Xseed Games en América (este videojuego no salió en Europa). El videojuego está inspirado tanto del libro original como de la película de 1939, la historia es sobre que Dorothy junto con el Espantapájaros, el Hombre de Hojalata y el León Cobarde deciden cumplir una tarea para el mago de Oz: derrotar a las cuatro brujas malvadas y conseguir diez huevos mágicos ocultos en distintas zonas de Oz, si cumplen la misión, el mago les cumplirá todos sus deseos.
- En el año 2009 fue publicado el videojuego Emerald City Confidential, lanzado para PC, desarrollado por Dave Gilbert y Wadjet Eye Games, publicado por PlayFirst. Este videojuego se caracteriza por ser una historia original ambientada en la Ciudad Esmeralda de manera similar a una novela gráfica y es parte del género point and click. Inspirado en el cine negro de los años 40, es protagonizado por la detective privada Petra, quien junto con el jugador. deberán resolver varios acertijos y rompecabezas para descifrar el misterio de una extraña desaparición que podría llevar a bastantes detalles oscuros del mundo de Oz y de la Ciudad Esmeralda.
- Dorothy y las brujas de Oz (2011), dirigida por Leigh Scott y basada en los libros El maravilloso mago de Oz, Ozma de Oz, Camino hacia Oz y La magia de Oz, escritos por L. Frank Baum, fue una película pensada originalmente como la miniserie Las brujas de Oz, protagonizada por Paulie Rojas como Dorothy Gale.
- En la serie de Once Upon a Time (2011-2018) se hace referencia al libro El maravilloso mago de Oz, en el que uno de los personajes principales es Zelena, la Bruja Mala del Oeste, interpretada por Rebecca Mader, hermana de Regina, la Reina Malvada.
- Oz the Great and Powerful (titulada Oz, un mundo de fantasía en España y Oz, el Poderoso en Latinoamérica) es una película de 2013, dirigida por Sam Raimi y distribuida por Walt Disney Pictures; es una película precuela, ya que se ubica alrededor de 20 años antes de lo narrado en el libro El maravilloso mago de Oz e indirectamente de la película de 1939. La protagonizan James Franco como Oscar Digss (verdadero nombre del mago de Oz), Mila Kunis como Theodora (la malvada bruja del Oeste), Rachel Weisz como Evanora y Michelle Williams como Glinda. La película obtuvo un considerable éxito en la taquilla, pero recibió criticas negativas por su trama poco original y predecible, además de quejas por su abusivo uso de escenarios generados por CGI en lugar de escenarios reales y también por la elección del casting, aunque alabando los efectos visuales, otras críticas que la cinta recibió se debió a las comparaciones con la película Alicia en el país de las maravillas de Tim Burton. Debido al éxito de la película, Disney planeaba producir una secuela, pero hasta la fecha, nada se ha concretado.
- En 2015 se lanzaría la película mexicana animada Guardianes de Oz, producida por Jorge R. Gutiérrez y Sandra Equihua (cocreadores y coproductores de El Tigre: las aventuras de Manny Rivera y El libro de la vida), es la producción de la productora de animación Ánima Estudios más costosa y fue su primera producción creada enteramente con animación CGI.
- En diciembre de 2024, junto al lanzamiento de Wicked, en Moscú se lanzó la película The Wizard of the Emerald City (la cual se lanzó en el resto del mundo en 2025) dirigida por Igor Voloshin, más que ser una adaptación del libro original, se trata de una adaptación del libro homónimo de 1939 escrito por Alexander Volkov, el cual es una re-narración del primer libro de L. Frank Baum para el público ruso y con nombres diferentes de los personajes (ejemplo: Dorothy se llama Ellie Smith), pero con las mismas personalidades y elementos de los originales.

## Censura
Las bibliotecas de Detroit retiraron el libro El maravilloso mago de Oz en 1928 al considerarlo de poco valor para los niños y por promover cierto nivel de cobardía.